# Christophe Revault
Christophe Revault (Parigi, 22 marzo 1972 – Le Havre, 6 maggio 2021) è stato un calciatore francese, di ruolo portiere.

## Palmarès

### Club

#### Competizioni nazionali
- Campionato francese di seconda divisione: 2

Tolosa: 2002-2003
Le Havre: 2007-2008
- Coppa di Francia: 1

Paris Saint-Germain: 1997-1998
- Coppa di Lega francese: 1

Paris Saint-Germain: 1997-1998

### Individuale
- Miglior portiere della Ligue 2: 2

2002-2003, 2007-2008